# Pfarrhaus Rätzlingen

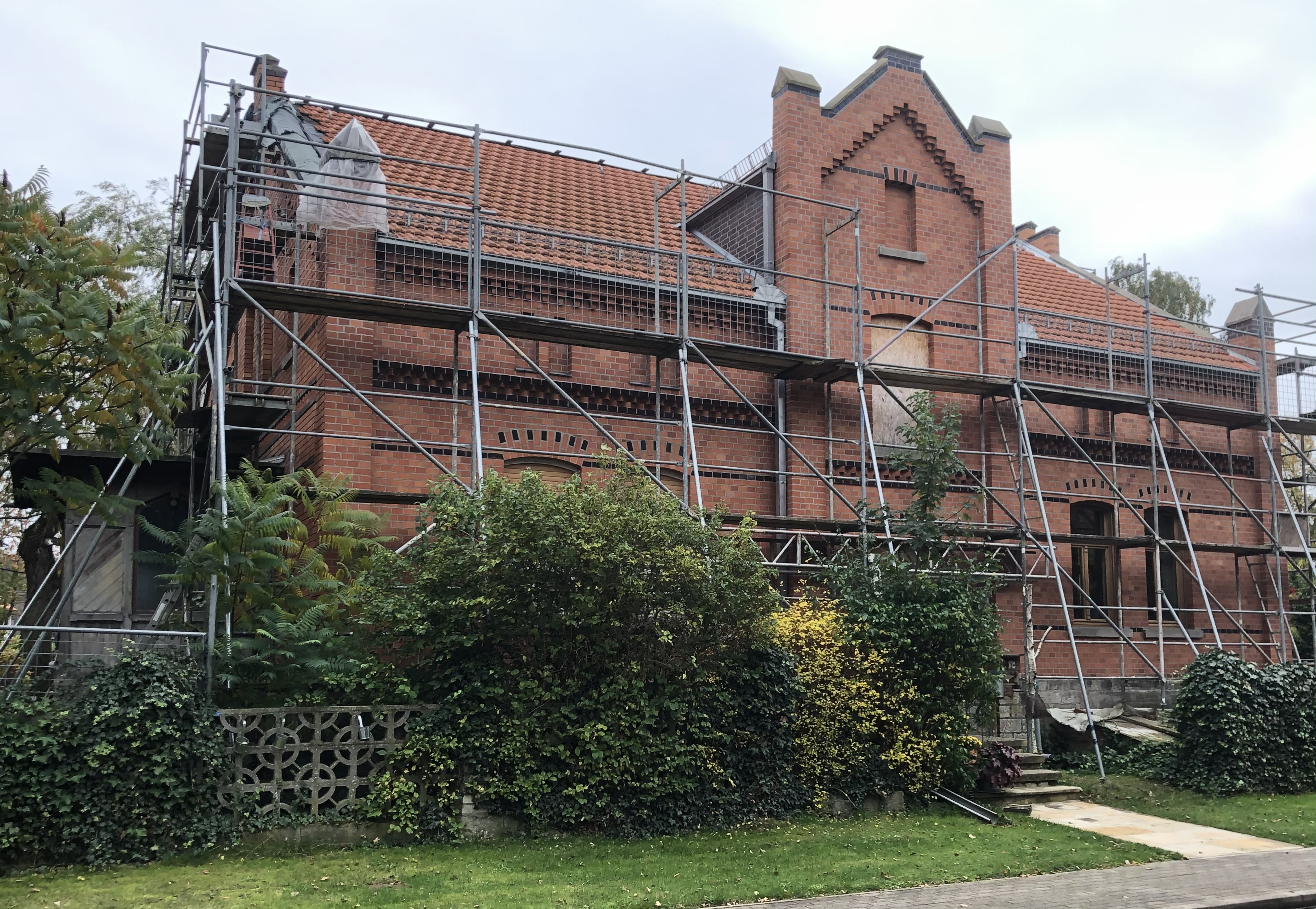
Pfarrhaus Rätzlingen, 2021

Das Pfarrhaus Rätzlingen ist ein denkmalgeschütztes Pfarrhaus in Oebisfelde-Weferlingen in Sachsen-Anhalt. Es dient als Pfarrhaus für die benachbarte evangelische Dorfkirche Rätzlingen.

## Lage
Das Haus befindet sich auf der Südseite der Lindenstraße  nordwestlich der Dorfkirche Rätzlingen im Ortszentrum des Ortsteils Rätzlingen an der Adresse Lindenstraße 6.

## Architektur und Geschichte
Das in massiver Ziegelbauweise errichtete eineinhalbgeschossige Gebäude entstand um das Jahr 1900. Die symmetrische Fassade des traufständig zur Straße ausgerichteten Hauses wird durch einen Mittelrisaliten geprägt, der von einem Giebel bekrönt wird. An den Giebeln des Gebäudes finden sich Friese.
Zum Anwesen gehört ein großer Garten mit einer aus einer hohen Mauer gebildeten Grundstückseinfriedung. Im Jahr 2021 fanden Bauarbeiten am Gebäude statt.
Im örtlichen Denkmalverzeichnis ist das Pfarrhaus unter der Erfassungsnummer 094 84837 als Baudenkmal verzeichnet.